# Acuticosta
Acuticosta је род слатководних шкољки из породице Unionidae, речне шкољке.

## Врсте
Врсте у оквиру рода Acuticosta:
- Acuticosta chinensis (Lea, 1868)
- Acuticosta jianghanensis Zhuang & Jing, 2013
- Acuticosta retiaria (Heude, 1883)
- Acuticosta sichuanica Zeng & Liu, 1989
- Acuticosta trisulcata (Heude, 1883)